# Ernesto Suardo
Ernesto Suardo (Bergamo, 1890 – Gardone Riviera, 1961) è stato un ingegnere e politico italiano.

## Biografia
Laureatosi in ingegneria civile all'Università di Padova nel 1921, iniziò subito a lavorare insieme a Marcello Piacentini alla realizzazione del nuovo centro di Bergamo (1922-1929), occupandosi in particolare della direzione lavori per il Palazzo di Giustizia.
Negli anni venti fu membro della Commissione conservatrice dei monumenti, degli Scavi ed oggetti di antichità e di arte della provincia di Bergamo (1924), e nel 1930 venne nominato presidente dell'Accademia Carrara. Dal 5 giugno 1932 al 31 luglio 1933 fu podestà di Bergamo. In seguito, fu presidente dell'Istituto autonomo delle case popolari (1939-1943).

## Opere (selezione)
Tra i suoi numerosi progetti si ricordano: il concorso per il piano regolatore di Bergamo Bassa (1926), in collaborazione con l'ingegnere Antonio Berizzi e l'architetto Mario Frizzoni, il nuovo quartiere nell'area dell'Ospedale Maggiore (1926), la trasformazione dell'ex Teatro Sociale (1940), la sistemazione di piazza del Littorio, poi piazza della Libertà (1940); e inoltre casa Bonomi in via Verdi, casa Engel in piazza Pontida, l'ampliamento dell'Accademia Carrara e l'allestimento della sala Moroni, il monumento ai caduti e il parco della Rimembranza a Grumello del Monte; le sedi INFAIL di Bergamo, Modena, Trento, Varese, Cuneo, Sesto San Giovanni, Ravenna, Milano (Loreto), Verona e Padova.

## Archivio
L'archivio Suardo è composto da circa 70 progetti di architettura, urbanistica e decorazione redatti dall'architetto dal 1921 al 1941. Il fondo contiene: disegni a mano libera e disegni tecnici su carta da lucido, conservati in 31 cartelle di formato cm 70 x 100; documenti di corrispondenza, relazioni e contabilità raccolti in 30 faldoni di formato A4; una raccolta 10 lastre fotografiche (architetture e decorazioni nella Bergamasca) e una raccolta di circa 40 disegni di arte, arredamento e architettura (formato A4) redatti da Ernesto Suardo come proposte e idee progettuali.